# Reino Ostrogótico
O Reino Ostrogótico foi um Estado germânico fundado pelos ostrogodos que ocuparam a península Itálica e áreas vizinhas de 493 a 552. Sucessor do Reino de Odoacro, foi originalmente criado quando os ostrogodos sob o rei Teodorico, o Grande (r. 493–526) invadiram, a mando do imperador bizantino Zenão (r. 474–475; 476–491), a península Itálica e mataram Odoacro (r. 476–493), um soldado germânico, antigo líder dos federados no norte da península e governante de facto da Itália, que tinha deposto o último imperador do Império Romano do Ocidente, Rômulo Augusto (r. 475–476).
Sob Teodorico, seu primeiro rei, o Reino Ostrogótico alcançou seu apogeu, estendendo-se da Gália (moderna França), no Ocidente, para a moderna Sérvia no Oriente. Muitas das instituições do Império Romano do Ocidente foram preservadas durante seu reinado. Após sua morte, o reino entraria num período de instabilidade política que instigaria os bizantinos a invadirem a península e iniciarem a Guerra Gótica de 535–554, na qual o reino foi completamente conquistado.

## História

### Antecedentes

#### Reino Ostrogótico Federado
Os ostrogodos foram o ramo oriental dos godos. Se assentaram e estabeleceram um poderoso Estado ao norte do mar Negro, em Aujo, mas durante o final do século IV permaneceram sob domínio dos hunos. Após o colapso do Império Huno em 454, um grande número de ostrogodos foram assentados pelo imperador Marciano (r. 450–457) na província romana da Panônia como federados. Mas em 459/460, durante o reinado de Leão I, o Trácio (r. 457–474), devido ao cessar do pagamento dos subsídios anuais concedidos aos ostrogodos, eles devastaram a Ilíria. A paz foi concluída em 461, segundo a qual o jovem Teodorico, o Amal, filho de Teodomiro (r. 454–474) da dinastia dos Amalos, foi enviado à Constantinopla para ser refém por 10 anos, onde recebeu uma educação romana.

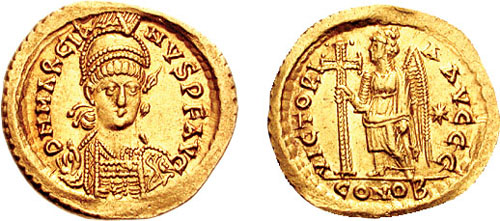
Soldo do imperador Marciano r.

Em anos precedentes, um grande número de godos, primeiro sob Áspar e então sob Teodorico Estrabão, entraram em serviço no exército romano e foram um significativo poder político e militar na corte de Constantinopla. O período entre 477-483 viu um complexa luta de três vias entre Teodorico, o Amal, que tinha sucedido seu pai em 474, Teodorico Estrabão, e o novo imperador oriental Zenão (r. 474–475; 476–491). Neste conflito, alianças deslocaram-se regularmente, e grandes partes dos Bálcãs foram devastadas. No fim, após a morte de Estrabão em 481, Zenão chegou a um acordo com Teodorico. Parte da Mésia Inferior e Dácia Ripense foram cedidas aos godos, e Teodorico foi nomeado mestre dos soldados na presença (magister militum praesentalis) e cônsul em 484. Em 488, Zenão convence o líder ostrogótico a partir com seu povo em direção a Itália, então controlava pelo oficial germânico Odoacro.

#### Reino de Odoacro(476–493)

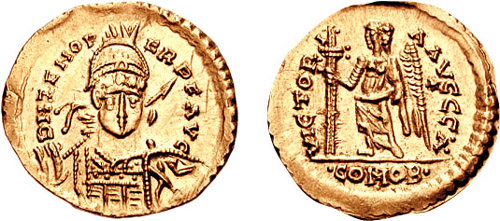
soldo de Odoacro r. na qual aparece o nome do imperador Zenão (r. 474–475; 476–491), a quem estava nominalmente subordinado

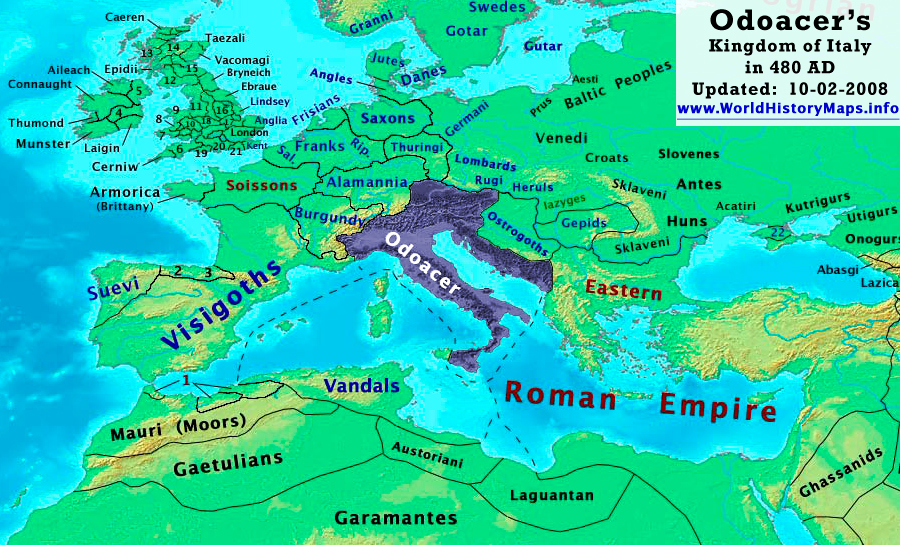
Reino de Odoacro em 480

Em 476, Odoacro, um mestre dos soldados germânico, depôs o imperador do ocidente Rômulo Augusto (r. 475–476) e declarou-se rex Italiae ("Rei da Itália"), enquanto ainda nominalmente permaneceu sob suserania imperial. Este fato foi reconhecido por Zenão em 477, enquanto nomeou Odoacro para o posto de patrício. Odoacro manteve o sistema administrativo romano, cooperou ativamente com o senado de Roma, e seu governou foi eficiente e bem-sucedido. Ele evitou os vândalos da Sicília em 477, e em 480 conquistou a Dalmácia após a morte de Júlio Nepos (r. 474–480).

### Conquista ostrogótica da Itália(488–493)
Um acordo foi alcançado entre Zenão e Teodorico, estipulando que Teodorico, se vitorioso, governaria na Itália como representante do imperador. Teodorico partiu da Mésia com seu povo no outono de 488, passou através da Dalmácia e cruzou os Alpes Julianos em direção a Itália no final de Agosto de 489. O primeiro confronto com o exército de Odoacro ocorreu no rio Isonzo em 28 de agosto. Odoacro foi derrotado e retirou-se em direção a Verona, onde um mês mais tarde outra batalha foi travada, resultando em uma sangrenta, mas esmagadora, vitória gótica. Odoacro fugiu para sua capital em Ravena, onde a maior parte de seu exército sob Tufa rendeu-se para os godos. Teodorico então enviou Tufa e seus homens contra Odoacro, mas ele mudou sua lealdade novamente e retornou para Odoacro. Em 490, Odoacro foi então capaz de fazer campanha contra Teodorico, tomou Mediolano e Cremona e sitiou a principal base gótica em Ticino (atual Pávia). Neste ponto, contudo, os visigodos intervieram, o cerco de Ticino foi aliviado, e Odoacro decisivamente derrotado no rio Adda em 11 de agosto de 490. Ele fugiu novamente para Ravena, onde o senado e muitas cidades italianas declararam-se para Teodorico.
Os godos agora viraram-se para sitiar Ravena, mas desde que careciam duma frota e a cidade poderia ser reabastecida por mar, o cerco poderia ser suportado quase indefinidamente, apesar das provisões. Não foi até 492 que Teodorico foi capaz de adquirir a frota e capturar os portos de Ravena, assim cortando inteiramente a comunicação com o mundo exterior. Os efeitos disto apareceram seis meses depois, quando, com a mediação do bispo da cidade, negociações começaram entre as duas partes. Um acordo foi alcançado em 25 de fevereiro de 493, em que os dois deveriam dividir a Itália entre eles. Um banquete foi organizado de modo a celebrar este acordo. Foi neste banquete, em 15 de março, que Teodorico, após fazer um brinde, matou Odoacro com suas próprias mãos. Um massacre geral dos soldados e apoiantes de Odoacro se seguiu. Teodorico e seus godos eram agora mestre da Itália.

### Reinado de Teodorico
Como Odoacro, Teodorico foi ostensivamente um patrício e sujeito ao imperador de Constantinopla, atuando como seu vice-rei da Itália, uma posição reconhecida pelo novo imperador Anastácio I Dicoro (r. 491–518) em 497. Ao mesmo tempo, foi o rei de seu próprio povo, que não eram cidadãos romanos. Na realidade, agiu como um governante independente, embora, diferente de Odoacro, meticulosamente preservou as formas exteriores de sua posição subordinada.
O aparato administrativo do Reino de Odoacro, em essência do antigo império, foi mantido e continuou a ser composto exclusivamente por romanos, tal como o articulado e letrado Cassiodoro. O senado continuou a funcionar normalmente e foi consultado em nomeações civis, e as leis do império ainda era reconhecida como regendo a população romana, embora os godos fossem regidos sob suas próprias tradições legais. De fato, como um governante subordinado, Teodorico não possuía o direito de emitir suas próprias leis (leges) no sistema do direito romano, mas meramente éditos (edicta), ou esclarecimentos de certos detalhes. A continuidade na administração é ilustrada pelo fato de vários ministros seniores de Odoacro, como Libério e Cassiodoro, o Velho, foram mantidos nas altas posições do novo reino. A estreita cooperação entre Teodorico e a elite romana começou a ruir em anos posteriores, especialmente após conciliação da cissão eclesiástica entre Roma e Constantinopla, com os principais senadores conspirando com o imperador. Isto resultou na prisão e execução do mestre dos ofícios Boécio e seu sogro, Símaco, em 524.

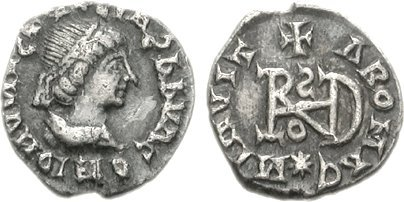
Síliqua de

Por outro lado, o exército e todos os ofícios militares permaneceram reservados para os godos. Eles foram assentados principalmente no norte da Itália, e mantiveram-se em grande parte para além da população romana, uma tendência reforçada por suas crenças distintas: os godos eram principalmente arianos, enquanto as pessoas a quem reinavam sobre seguiam o cristianismo calcedoniano. No entanto, e diferente dos visigodos e vândalos, havia considerável tolerância religiosa, que foi também estendida para os judeus. A visão de Teodorico foi claramente expressada em suas cartas para os judeus de Gênova: "A verdadeira marca de civilitas é a observância da lei. É isto que faz vida em comunidades possível, e que separa homem dos brutos. Nós, portanto, de bom grado aderimos a seu pedido que todos os privilégios que a previsão da antiguidade conferiu aos costumes judaicos possam ser renovados para vocês..." e "Nós não podemos pedir uma religião, porque nenhum pode ser forçado a acreditar contra sua vontade."

#### Relações com os Estados germânicos do Ocidente

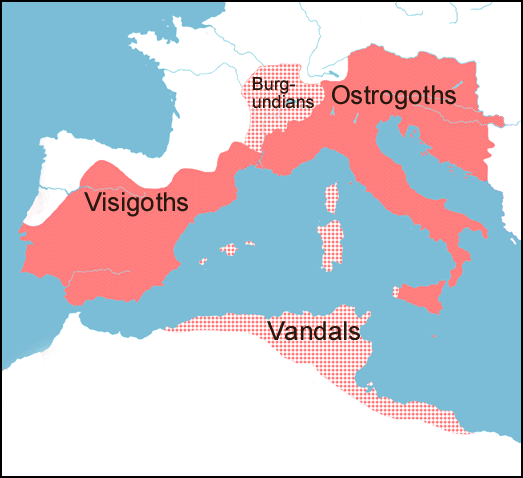
Máxima extensão do território governado por Teodorico (vermelho escuro). As zonas pontilhadas expressam os Estados que estavam em sua órbita de influência através de alianças matrimoniais

Foi em sua política exterior, e não na política interna, que Teodorico apareceu e atuou como um governante independente. Por meio de alianças matrimoniais, procurou estabelecer uma posição central entre os Estados bárbaros do Ocidente. Como Jordanes afirma: "...não havia raça deixada nos reinos ocidentais que Teodorico não tinha amizade ou pôs em sujeição durante sua vida." Isto era, em parte, concebida como uma medida defensiva, e em parte como um contrapeso à influência imperial. Suas filhas Teodegoda e Ostrogoda foram casadas respectivamente com o rei visigodo Alarico II (r. 484–507) e o príncipe burgúndio Sigismundo (r. 516–523), sua irmã Amalfrida casou-se com o rei vândalo Trasamundo (r. 496–523), enquanto ele mesmo casou-se com Audofleda, irmã do rei franco Clóvis I (r. 509–511).
Estas políticas não foram sempre bem sucedidas na manutenção da paz: Teodorico encontrou-se em guerra com Clóvis quando o último atacou os domínios visigodos na Gália em 506. Os francos foram rapidamente bem sucedidos, matando Alarico na batalha de Vouillé e subjugando a Aquitânia em 507. Contudo, começando em 508, os generais de Teodorico fizeram campanha na Gália, e foram bem sucedidos no resgate da Septimânia para os visigodos, bem como estendendo o domínio ostrogótico para o sul da Gália (Provença) em detrimento dos burgúndios. Lá, em 510, Teodorico restabeleceu a findada prefeitura pretoriana da Gália. Agora Teodorico tinha uma fronteira comum com o Reino Visigótico, onde, após a morte de Alarico, também governou como regente de seu neto infante Amalarico (r. 511–531).
Os laços familiares também serviram pouco com Sigismundo que, como um convicto católico calcedoniano cultivou laços estreitos com Constantinopla. Teodorico percebeu isso como uma ameaça e fez campanha contra ele, mas os francos agiram primeiro e invadiram a Burgúndia em 523, rapidamente subjugando-a. Teodorico pode apenas reagir expandindo seus domínios na Provença tão ao norte quanto o rio Isère.
A paz com os vândalos, assegurada em 500 com a aliança matrimonial com Trasamundo, e seus interesses comuns como poderes arianos contra Constantinopla, colapsou após a morte de Trasamundo em 523. Seu sucessor Hilderico (r. 523–530) mostrou favor aos católicos nicenos, e quando Amalfrida protestou, ela e sua comitiva foram assassinadas. Teodorico estava preparando uma expedição contra ele quando morreu.

#### Relações com o Império Bizantino
As relações de Teodorico com seu suserano nominal, o imperador bizantino, foram sempre tensas, por razões políticas bem como religiosas. Especialmente durante o reinado de Anastácio, isto levou a várias colisões, nenhuma delas contudo se transformou em guerra geral. Em 504-505, As forças de Teodorico lançaram uma campanha para recuperar a Panônia e a estrategicamente importante cidade de Sirmio, anteriormente partes da prefeitura pretoriana da Itália, que estavam agora ocupadas pelos gépidas. A campanha foi bem sucedida, mas também levou a um breve conflito com as tropas imperiais, onde os godos e seus aliados foram vitoriosos. Domesticamente, o cisma acaciano entre os patriarcados de Roma e Constantinopla, causado pelo apoio imperial ao Henótico, bem como as crenças monofisistas de Anastácio, jogou-o nas mãos de Teodorico, desde que o clero e a aristocracia romana italiana, chefiadas pelo papa Símaco (498–514), vigorosamente opuseram-se a eles. Assim, por um tempo, Teodorico pode contar com apoio deles. A guerra entre os francos e visigodos levou a um atrito renovado entre Teodorico e o imperador, com Clóvis retratando-se com sucesso como o campeão da Igreja Católica contra os "heréticos" godos arianos, ganhando o apoio do imperador. Isto mesmo levou ao enviou de uma frota por Anastácio em 508, que devastou a costa da Apúlia.
Com a ascensão de Justino I em 518, uma relação mais harmoniosa parece ter sido restaurada. Eutarico, genro de Teodorico e sucessor designado, foi nomeado cônsul pelo ano 519, enquanto em 522, para celebrar reconciliação após o cisma acaciano, Justino permitiu que ambos os cônsules fossem nomeados por Teodorico. Logo, contudo, a tensão foi renovada resultado da legislação antiariana de Justino, e as tensões cresceram entre os godos e o senado, cujos membros, como calcedonianos, agora mudaram seu apoio para o imperador. As suspeitas de Teodorico foram confirmadas pela intercepção de cartas comprometedoras entre os principais senadores e Constantinopla, o que levou à prisão e execução de Boécio em 524. Papa João I (523–526) foi enviado para Constantinopla para mediar a favor dos arianos, e, embora tenha cumprido a missão, em seu retorno foi preso e morreu logo depois. Estes eventos agitaram ainda mais o sentimento popular contra os godos.

### Morte de Teodorico e disputas dinásticas(526–535)
Após a morte de Teodorico em 30 de agosto de 526, suas conquistas começaram a colapsar. Desde que Eutarico morreu em 523, Teodorico foi sucedido por seu neto infante Atalarico, supervisionado pela mãe dele, Amalasunta, como regente. A falta de uma herdeiro forte levou à desintegração da rede de alianças em torno do Estado ostrogótico: o Reino Visigótico readquiriu sua autonomia sob Amalarico, as relações com o Reino Vândalo tornou-se cada vez mais hostil, e os francos embarcaram novamente em expedição, subjugando os turíngios e burgúndios e quase expulsando os visigodos de das últimas possessões deles no sul da Gália. A posição de predominância que o Reino Ostrogótico gozou sob Teodorico no Ocidente agora passou irrevogavelmente para os francos.
Este perigoso clima externo foi exacerbado pela fraca posição doméstica da regência. Amalasunta teve uma educação romana e pretendeu continuar as políticas de seu pai de conciliação entre godos e romanos. Para este fim, ativamente contou com o apoio do senado e o recém-ascendido imperador Justiniano (r. 527–565), fornecendo a ele bases na Sicília durante a guerra Vândala. Contudo, estas ideias não encontraram muito o favor dos nobres godos, que também ressentiam serem governados por uma mulher. Eles protestaram quando ela resolveu dar a seu filho uma educação romana, optando que Atalarico fosse elevado como um guerreiro. Ela foi forçada a exonerar os tutores romanos deles, mas como alternativa Atalarico virou-se para uma vida de dissipação e excesso, o que mandou-o para uma morte prematura. Finalmente, uma conspiração começou entre os godos para derrubá-la. Amalasunta resolveu mover-se contra eles, mas, por precaução, também fez preparativos para fugir para Constantinopla, e mesmo escreveu para Justiniano pedindo por proteção. No evento, ela conseguiu executar os três líderes conspiradores, e a posição dela permaneceu relativamente segura até que, em 533, a saúde de Atalarico começou a deteriorar seriamente.

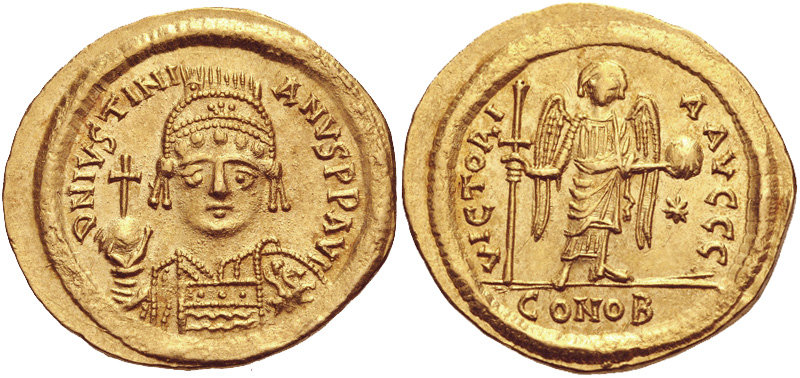
Soldo de Justiniano r.

Amalasunta então virou-se a procura de apoio e seu única parente, seu primo Teodato, enquanto ao mesmo tempo enviou embaixadores para Justiniano propondo ceder a Itália para ele. Justiniano de fato enviou um agente capaz, Pedro, o Patrício, para cuidar das negociações, mas antes mesmo dele atravessar a Itália, Atalarico morreu (2 de outubro de 534), Amalasunta coroou Teodato como rei em uma esforço para assegurar o apoio dele, e ele a depôs e prendeu. Teodato, que era de uma disposição pacífica, imediatamente enviou emissários para anunciar sua ascensão para Justiniano e tranquilizá-lo da segurança de Amalasunta. Justiniano imediatamente reagiu oferecendo seu apoio à deposta rainha, mas no começo de maio de 535, ela foi executada. Este crime serviu como um pretexto perfeito para Justiniano, estimulado pela vitória de suas forças sobre os vândalos, invadir o reino gótico em retaliação. Teodato tentou evitar a guerra, enviando emissários para Constantinopla, mas Justiniano já estava decidido a retomar a Itália. Somente renunciando seu trono em favor do império poderia esperar evitar a guerra.

### Guerra Gótica e conquista do Reino Ostrogótico(535–554)

Mapa dos movimentos militares durante os primeiros anos da Guerra Gótica

A guerra gótica entre o Império Romano do Oriente e o Reino Ostrogótico foi travada de 535 até 554 na península Itálica, Dalmácia, Sardenha, Sicília e Córsega e é comumente dividida em duas fases. A primeira, que durou de 535 a 540, inicia-se quando Mundo invade a Dalmácia por terra e Belisário, por mar, invade a península Itálica e termina com a queda de Ravena e a aparente reconquista da Itália pelos bizantinos. Durante a segunda fase (540/541-552), a resistência goda foi revigorada sob Tótila (r. 541–552), que só foi derrotado após uma longa luta por Narses, que também repeliu a invasão franco-alamana de 554. No mesmo ano, Justiniano promulgou a Sanção Pragmática de 13 de agosto de 554 que prescreveu o novo governo da Itália.
A guerra teve suas raízes na ambição do imperador bizantino Justiniano de recuperar as províncias do antigo Império Romano do Ocidente, que foram perdidas pelas invasões das tribos bárbaras do século anterior. Pelo fim do conflito a Itália estava devastada e consideravelmente despovoada. Como consequência, os vitoriosos bizantinos encontraram-se incapazes de resistir à invasão dos lombardos em 568, que resultou na perda de grandes partes da península.